# Francisco Alvim
Francisco Soares Alvim Neto, o simplemente Chico Alvim (Araxá, Minas Gerais, 1938) es un poeta y diplomático brasileño.

## Vida y obra
Inició su carrera en el exterior como secretario de la representación del Brasil para la Unesco, en París. Fue cónsul general de Brasil en Barcelona (1995-1999) y en Róterdam en los Países Bajos (1999-2003). Fue aún embajador en Costa Rica hasta 2008, cuando se jubiló.
Francisco Alvim escribió su primer libro O sol dos cegos en 1968, y junto con Antonio Carlos de Brito, o Cacaso, marcaba la aparición de lo que José Guilherme Merquior llamó la primera generación de poetas "pos-vanguardistas". Entre 1969 y 1971 vivió en París, donde escribió parte de su libro  Passatempo, lanzado en 1974 por la colección Frenesí, que editó también los libros Grupo Escolar, de Cacaso, Corações veteranos, de Roberto Schwarz, Em busca do sete-estrelo, de Geraldo Carneiro, e Motor, de João Carlos Pádua, libros que componen la llamada poesía marginal, que ganó notoriedad con la antología 26 poetas de hoy, organizada por Heloisa Buarque de Hollanda. En 1978, publica Dia sim, dia não, con Eudoro Augusto, y, en 1981 Festa e lago, montanha, que mantuvieron la marca de la producción independiente e artesanal do autor. 
En 1981 la editora Brasiliense reunió sus libros en Passatempo e outros poemas, con el cual ganó el Premio Jabuti. En 1988, lanza Poesía reunida, que le permite acceder a otro Premio Jabuti, y en 2000, Elefante, libros después reunidos en Poemas (1968-2000). Su más reciente libro es O Metro Nenhum (2011).